# Růstová ploténka

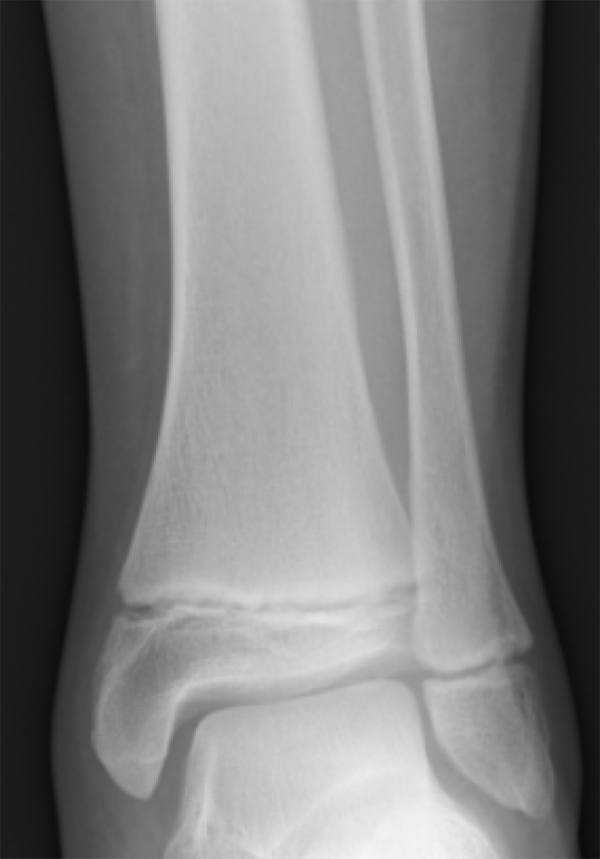
Rentgenový snímek dětské holeně: patrné jsou růstové ploténky v kosti holenní (vlevo) a v kosti lýtkové (vpravo)

Růstová ploténka (fýza), též epifýzodiafyzární ploténka nebo epifyzární ploténka (také e. štěrbina, lat.: lamina epiphysialis), je chrupavčitá destička přítomná v dlouhých kostech a umožňující jejich růst do délky. Vyvinula se u savců a u ještěrů; podobná, ale zvlněná ploténka se však nachází i ve ptačích kostech a zřejmě byla přítomna i v kostech dinosaurů. Ostatní kostnatí obratlovci musejí růst dlouhých kostí řešit jinak – zpravidla si proto udržují chrupavčitou epifýzu (konec kosti).

## Funkce
Růstové ploténky se nachází v oblastech metafýzy, tedy mezi koncovými epifýzami a střední částí (tzv. diafýzou). Chrupavkové buňky (chondrocyty) v ploténce se neustále dělí a ploténka tak na epifyzární straně přirůstá. Jedná se o tzv. intersticiální růst kosti. Na diafyzární straně je chrupavčitá tkáň ploténky stejným tempem odbourávána, resp. přeměňována na kostní tkáň. Proces růstu chrupavky a proces její přeměny na kost jsou v rovnováze, a tak ploténka zůstává stále stejně tlustá. V určité fázi se však celá růstová ploténka změní na kostní tkáň a celá kost tak přestane růst.

## Stavba
Základem růstové ploténky je hyalinní chrupavka, tvořící destičkovité „pomezí“ mezi kostní tkání v epifýze a kostní tkání v diafýze dlouhé kosti. Při podélném řezu dlouhou kostí je v růstové ploténce patrno pět zón:
1. hyalinní chrupavka;
2. proliferační zóna hyalinní chrupavky – oblast bouřlivého dělení;
3. hypertrofická chrupavka – na povrchu kosti již vzniká kostní prstenec, chondrocyty resorbují okolní hmotu, zvětšují se prostory mezi nimi (lakuny);
4. kalcifikovaná chrupavka – chondrocyty umírají, v jejich okolí se sráží krystaly hydroxyapatitu;
5. osifikační zóna – osteoblasty vytváří osteoid, tzn. kostní tkáň, která ihned mineralizuje, tkáň se zaplňuje krevními vlásečnicemi a také mladými osteoblasty - osteoprogenitorovými buňkami.

Osteoblasty v nejvnitřnější části růstové ploténky (směrem k diafýze) se usazují na trámcích mezibuněčné hmoty, produkují osteoid a postupně jsou zality do souvislé kostní tkáně. Takovým uvězněným buňkám se říká osteocyty.

## Onemocnění
Je popsána celá řada různých nemocí spojených s růstovou ploténkou. Poměrně častou záležitostí je zlomenina kosti v oblasti růstové ploténky. Typ fraktury popisuje tzv. Salter-Harrisova klasifikace; v nejvážnějších případech může dojít až k zastavení růstu kosti. Dalším onemocněním je avaskulární nekróza postihující části kostí, které nejsou dostatečně prokrveny a umírají na nedostatek živin a kyslíku. Tento typ nekrózy může nastat např. v holenní kosti (Osgood-Schlatterova choroba), člunkovité kosti (Kohlerova choroba) nebo v páté kosti nártní (Uhkeho choroba). Jiným typem nekrózy je disekující osteochodritida (osteochondritis dessicans). Nastat však může i zánět, apofyzitida.